# Зграда школе у Поповићу (Сопот)
Стара основна школа у Поповићу, у насељу месту на територији градске општине Сопот, подигнута је 1867. године. Представља непокретно културно добро као споменик културе.
Зграда основне школе у Малом Поповићу припада типу шумадијске чатмаре, тип који доминира архитектуром ове области током читавог 19. века. По класичној шеми сеоских школа у Србији из прве половине 19. века, школа поседује учионице и стан за учитеља. Својом архитектуром, конструкцијом и обликовањем, зграда изражава све оне квалитете народне архитектуре, које овој обезбеђују значајно место у историји архитектонског стварања. 
Друга млађа зграда овог школског комплекса, подигнута највероватније крајем 19. века, припада типу тзв. новије сеоске куће. Кућа је правоугаоне основе, подигнута на знатној висини, зидана у бондручној конструкцији са испуном од опеке и покривена релативно високим четворосливним кровом са црепом. Мада не поседује посебне архитектонске и етнографске вредности, ова зграда по својој функцији представља јединствену целину са зградом старе основе школе, па се тако и третира. 